# V6 (motor)

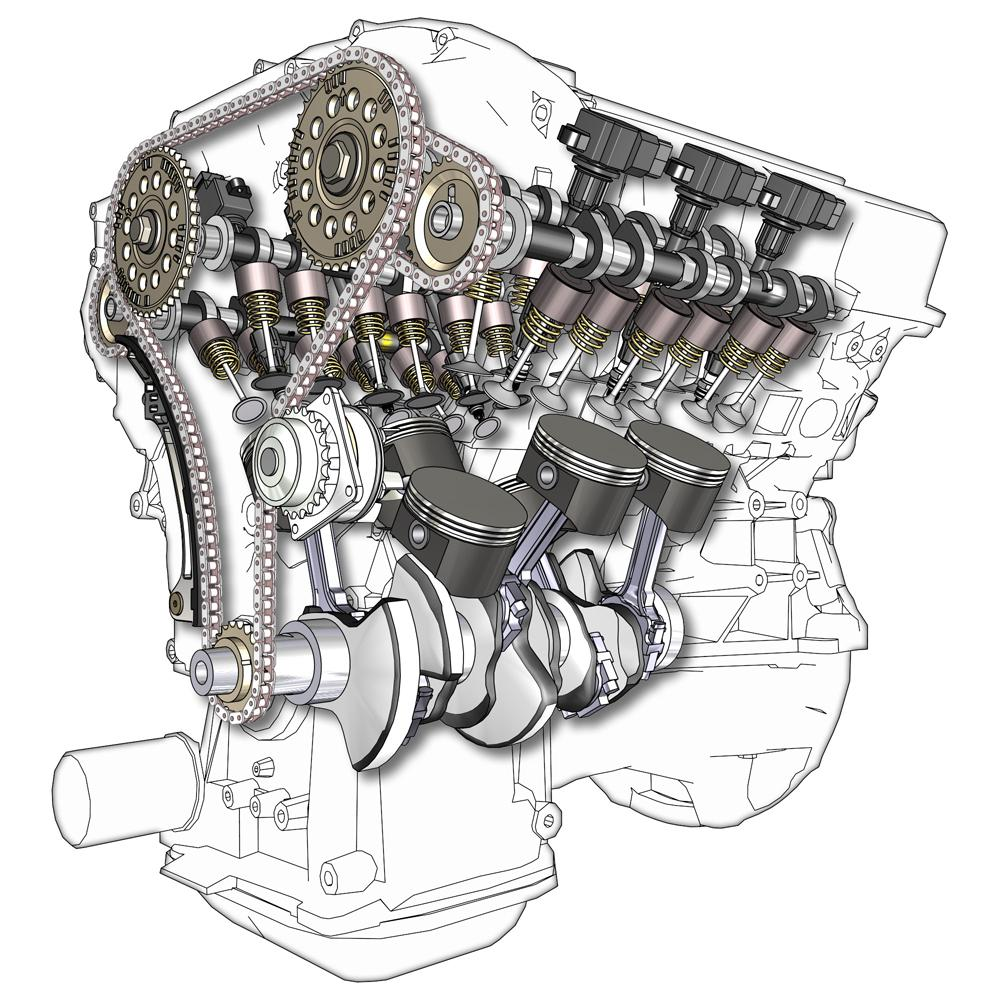
En genomskärning av en V6-motor med dubbla överliggande kamaxlar.

V6 är en motorkonfiguration som används hos motorer i bland annat bilar, i Europa och Japan främst sportbilar, lätta lastbilar och t.ex. suv, men i USA även i mindre exklusiva bilar.

## Geometri
En V6 har två cylinderbankar med tre cylindrar per bank. Dessa är vanligen vinklade från varandra med en vinkel på 60 eller 90 grader. Ur balanssynpunkt är 60° den optimala vinkeln. En anledning till att även vinkeln 90° används är att dessa motorer har ett cylinderblock från en V8-motor där två cylindrar har tagits bort. 90° är nämligen den optimala vinkeln för en V8. Volkswagen har också arbetat med en V6 med c:a 15° vinkel, som har beteckningen VR6.

## Jämförelse med radmotor
En sexcylindrig radmotor (rak sexa) har en inbyggd balans som är svår att uppnå i en V6:a. Däremot har V6:an fördelen att den blir betydligt kortare, och därför kan placeras på tvären i en framhjulsdriven bil eller få plats i en utombordsmotor. I bakhjulsdrivna bilar förekommer båda varianterna, medan framhjuldrivna bilar oftare har V6. Med längsplacerad motor får den raka sexan plats, och får också bättre åtkomlighet på sidorna för service i motorrummet. Trots det har en del bilar med längsplacerad motor V6:a, t.ex. vissa versioner av Audi A4 och A6. Där är motorn placerad långt fram i motorrummet och skulle ge en ogynnsam viktfördelning om det vore en radmotor (dock har man använt femcylindriga radmotorer i dessa modeller). Som en kontrast har Volvo använt tvärställd rak sexa i modeller som S80 och XC90.